# Polittico di Boi
Polittico di Boi è un polittico attribuito a Altichiero o a qualcuno della sua cerchia, realizzato con la tecnica della pittura a tempera su tavola, conservato nel Museo di Castelvecchio a Verona.